# Cos de coneixement de la gestió de projectes (PMBOK)
El Project Management Body of Knowledge (PMBOK) és un conjunt de terminologia estàndard i directrius (un cos de coneixement - Body of Knowledge en anglès) per a la gestió de projectes. El coneixement i directrius evolucionen amb el temps i es recull i presenta al llibre A Guide to the Project Management Body of Knowledge ( PMBOK Guide). La seva setena edició es va publicar el 2021. Aquest document és fruit del treball supervisat pel Project Management Institute (PMI), que ofereix les certificacions CAPM i PMP.
Gran part de la guia PMBOK és exclusiva de la gestió de projectes, com ara el mètode de camí crític o l'estructura de desglossament del treball (WBS) però va més enllà. La guia PMBOK també inclou conceptes i es solapa amb els de direcció general pel que fa a la planificació, organització, dotació de personal, execució i control de les operacions d'una organització. Altres disciplines de gestió que s'inclouen son la previsió financera, el comportament de l'organització, la ciència de la gestió, el pressupost i altres mètodes de planificació.

## Història
Les primeres versions de la guia PMBOK van ser reconegudes com a estàndards per l'American National Standards Institute (ANSI), que coordina estàndards als Estats Units i el va acceptar sota el codi (ANSI/PMI 99-001-2008) i l'Institut d'Enginyers Elèctrics i Electrònics (IEEE 1490-2011).
L'evolució de la Guia PMBOK, que s'actualitza cada 4 - 5 anys habitualment, es reflecteix en les edicions numerades, (7 fins ara) i l'any de publicació.
| Any  | Títol                       | Resum de la revisió |
| ---- | --------------------------- | --- |
| 1996 | Guia PMBOK                  | Publicat l'any 1996 pel Project Management Institute (PMI), aquest document va evolucionar a partir d'un llibre blanc previ publicat l'any 1983 anomenat "Informe final del comitè d'ètica, estàndards i acreditació" amb un títol diferent i reorganitzat significativament. |
| 2000 | Guia PMBOK, edició 2000     | La segona edició (publicada com a Edició 2000 ) va afegir material nou que reflecteix el creixement de les pràctiques. |
| 2004 | Guia PMBOK, tercera edició  | La tercera edició (2004) va ser una edició significativa de les edicions anteriors, canviant els criteris d'inclusió de la pràctica "generalment acceptada" a "generalment reconeguda com a bona pràctica".                                                                   |
| 2008 | Guia PMBOK, quarta edició   | |
| 2013 | Guia PMBOK, cinquena edició | |
| 2017 | Guia PMBOK, sisena edició   | La sisena edició (setembre de 2017) va afegir diversos temes i va incloure pràctiques àgils per primera vegada . |
| 2021 | Guia PMBOK, setena edició   | La setena edició (2021) presenta grans canvis estructurals, com substituir les 10 àrees de coneixement per 12 principis i incloure pràctiques àgils de manera més integral.                                                                                                   |

## Propòsit
La guia PMBOK pretén ser un "subconjunt del cos de coneixement de la gestió del projecte" que es reconeix generalment com una bona pràctica. "Generalment reconegut" vol dir que els coneixements i les pràctiques descrits són aplicables a la majoria de projectes la major part del temps i hi ha un consens sobre el seu valor i utilitat. "Bona pràctica" significa que hi ha un acord general que l'aplicació dels coneixements, les habilitats, les eines i les tècniques pot augmentar les possibilitats d'èxit en molts projectes." Això vol dir que de vegades les "últimes" tendències de gestió de projectes, sovint promogudes per consultors, poden no formar part de la darrera versió de The PMBOK Guide.

## Continguts
La guia PMBOK està basada en processos, és a dir, descriu el treball com si fos realitzat per processos. Aquest enfocament és coherent amb altres estàndards de gestió com la ISO 9000 i el CMMI del Software Engineering Institute. Els processos es superposen i interactuen al llarg d'un projecte o de les seves diferents fases.
- Entrades (documents, plànols, dissenys, etc.)
- Eines i tècniques (mecanismes aplicats a les entrades)
- Sortides (documents, plànols, dissenys, etc.)

La Guia PMBOK proporciona pautes per gestionar projectes individuals i defineix conceptes relacionats amb la seva gestió. També descriu el cicle de vida de la gestió del projecte i els seus processos relacionats, així com el cicle de vida del propi projecte. Des de la sisena edició inclou per primera vegada una "Guia de pràctica àgil" enfocada al estil de gestió "Àgil" (Agile).

## Crítica i alternatives
El PMBOK és un estàndard àmpliament acceptat en la gestió de projectes, però hi ha alternatives a l'estàndard PMBOK, i té els seus crítics. Una gruix de la crítica ha vingut dels desenvolupadors i seguidors de la cadena crítica (per exemple, Eliyahu M. Goldratt i Lawrence P. Leach ), en contraposició als adherents al mètode del camí crític . La secció de la Guia PMBOK sobre Gestió del temps del projecte indica la cadena crítica com a mètode alternatiu al camí crític.
Un segon fil de crítica s'origina a Lean Construction . Aquest enfocament posa l'accent en la manca de comunicació bidireccional en el model PMBOK i ofereix una alternativa que emfatitza una perspectiva de llenguatge/acció i la millora contínua en el procés de planificació.